# Hit Mania Dance Estate 1997
Hit Mania Dance Estate 1997 è una raccolta di 38 successi da ballare pubblicata su due CD e due MC (denominati vol.1 e vol.2) durante l'estate del 1997.
Fa parte della collana Hit Mania ed è mixata dal DJ Mauro Miclini.
Il prezzo di vendita del doppio CD era di L. 39.000.
Entrambe le copertine dei 2 volumi sono state curate e progettate da Gorial.

## Tracce
Vol. 1
1. Carl Fanini – Disco Fever (feat. Music Mind)
2. Double You – Somebody
3. Datura – The Sign
4. Blackwood – My Love For You
5. Sharada House Gang – Gipsy Boy
6. DJ Dado – Coming Back
7. Simone Jay – Wanna B Like A Man
8. Chase – Obsession
9. Regina – Day By Day
10. Moonman – Galaxia
11. 49ers – I've Got It
12. Ultra Naté – Free
13. Gloria Gaynor – Mighty High (feat. The Trammps)
14. CO*BRA – Love Sweet Love
15. Swingers – No More Questions
16. Favilli – So In Love With You (feat. Dyonne)
17. Laguna – Spiller From Rio
18. Gigi D'Agostino – Music (An Echo Deep Inside)
19. U.s.u.r.a. – Open Your Mind '97

Durata totale: 0:00
Vol. 2
1. Molella – It's A Real World (feat. Phil Jay)
2. Ondina – Summer Of Love
3. Paradisio – Bailando
4. Bingo – Europa (Earth's Cry Heaven's Smile)
5. Netzwerk – Dream
6. Alexia – Uh la la la
7. B-One – The Future
8. Cappella – U Tore My World Apart
9. Sharon C. – Time After Time
10. Kika Ortiz – El talisman (Remix)
11. Babylonia – Push Push Push
12. Alegria – The Real Wild House
13. Lisa – A Fuego Lento
14. Full Intention – Shake Your Body (Down The Ground)
15. The Heartists (Claudio Coccoluto e Savino Martino) – Belo Horizonti
16. Dos Amigos – Los Mambo (Mambo Tango) (Remix)
17. Skuba – Whats Up Daddy?
18. Gloria Gaynor – Oh What A Life
19. Rithmo – 2 The Night (Remix)